# Revolusom Parte 1
Revolusom Parte 1 é um single lançada pelo grupo Posse Mente Zulu em 1998.Conteve o single "Sou Negrão" que se tornou um hit nas rádios de São Paulo além de alavancar a carreira do grupo.Conteve também as músicas Louvai e O Som.Foi lançado em LP e CD alcançando 18.000 cópia

## Lista De Músicas
1. 1-O Som
2. 2-Louvai
3. 3-O Som (Instrumental)
4. 4-Sou Negrão
5. 5-Sou Negrão (Instrumental)
6. 6-Sou Negrão (Acapella)

## Outras Referências
http://www.radio.uol.com.br/#/busca/posse-mente-zulu-revolusom---parte-1
https://web.archive.org/web/20141218204805/http://promoonlydjs.com/products/posse-mente-zulu-%252d-revolusom-parte-1.html